# Minami-ku (Niigata)

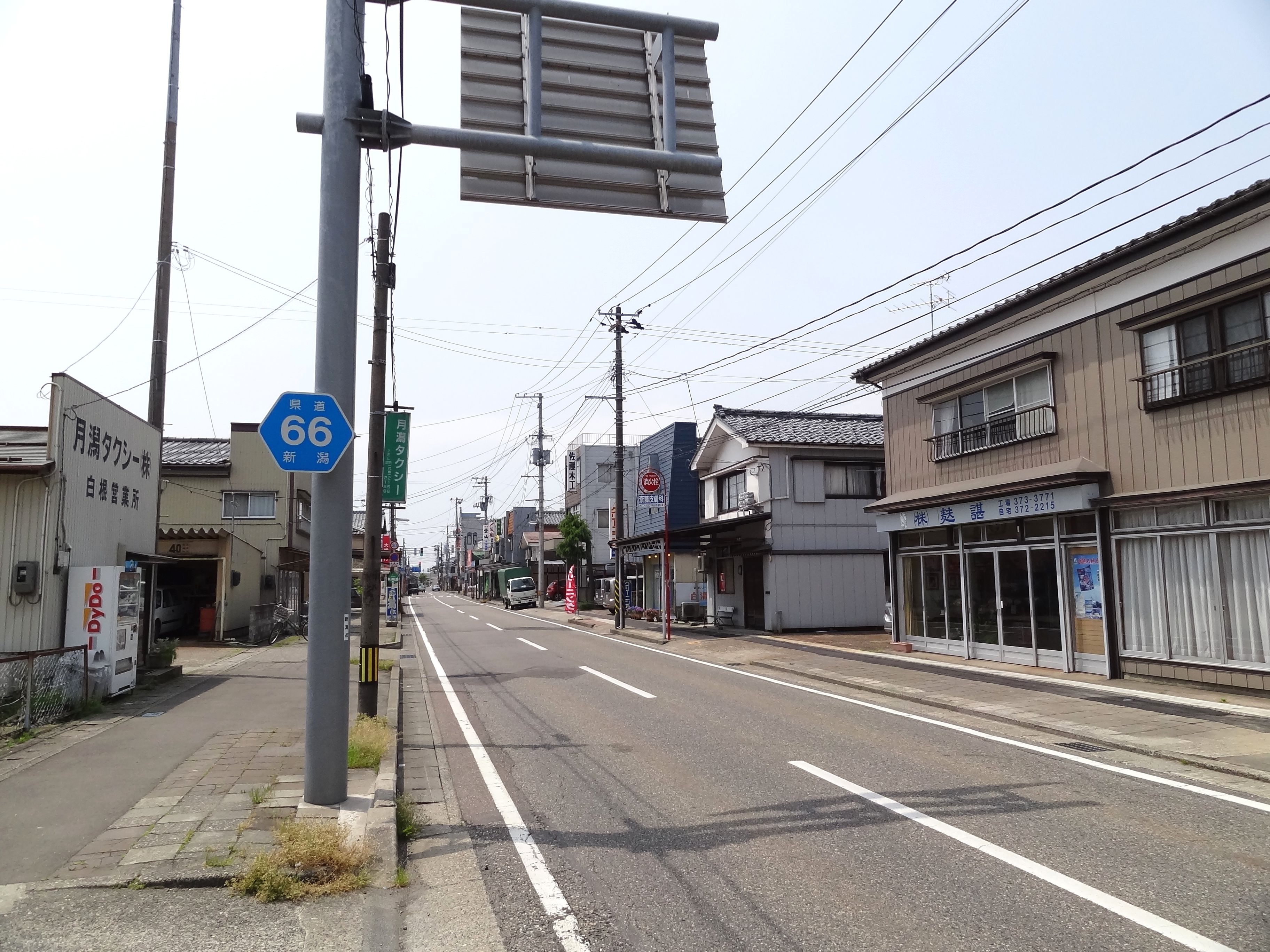
Vue de l'arrondissement.

Pour les articles homonymes, voir Minami-ku (homonymie).
Minami (南区, Minami-ku) est l'un des huit arrondissements de la ville de Niigata au Japon. Il est situé au sud de la ville.

## Histoire
L'arrondissement a été créé en 2007 lorsque Niigata est devenue une ville désignée par ordonnance gouvernementale.

## Démographie
En 2016, sa population est de 45 408 habitants pour une superficie de 100,91 km2, ce qui fait une densité de population de 450 hab./km2.